# 流行舞曲
流行舞曲（直译：「舞蹈流行」）是一種流行音樂流派，起源於20世纪70年代末至20世纪80年代初。它通常是針對夜店準備的快節奏音樂，目的是便於跳舞，但也適用於當代流行電台。它是由舞曲和流行的結合發展而來的，同時受到了迪斯科、后迪斯科和合成器流行的影響，它通常具有強勁的節拍和輕鬆、簡單的歌曲結構，和更自由形式的舞曲流派相比，它通常更類似於流行音樂，同時強調旋律和抓耳的曲調。總體而言，儘管有一些著名的例外，該流派是傾向於受製作人驅動的。
流行舞曲以兼收並蓄而聞名，它借鑒了其他流派的影響，這些流派因製作人、藝人和時代而不同。包括當代節奏藍調、浩室、出神、科技舞曲、電子流行、新傑克搖擺、放克和流行搖滾。
流行舞曲是一種流行的主流音樂風格，有許多藝人和團體演繹這種流派。著名藝人包括雪兒、麥當娜、布蘭妮·斯皮爾斯、凯莉·米洛、克莉絲汀·阿奎萊拉、辣妹合唱團、寶拉·阿巴杜、新好男孩、迈克尔·杰克逊、超級男孩、詹妮弗·洛佩兹、珍妮·杰克逊、威肯、喬喬·西瓦、蕾哈娜、泰勒絲、席琳娜·戈梅茲、凱蒂·佩芮、和爱莉安娜·格兰德。著名華人藝人包括梅艷芳、郭富城、杜德偉、草蜢、李玟、鄭秀文、陳慧琳、蔡依林、蕭亞軒、羅志祥和潘瑋柏。

## 特徵
流行舞曲通常包含以下幾個顯著特徵：
- 設計快節奏、歡樂的音樂，具有可跳舞或以跳舞為中心的特徵。
- 抓耳的歌曲，具有輕鬆、基於流行的結構。
- 強烈強調節拍、律動和節奏。
- 突出的抓耳部分（英语：Hook (music)）。
- 簡單的歌詞。
- 精煉的製作。